# Вадо Луколи (Л'Аквила)
Вадо Луколи (итал. Vado Lucoli) је насеље у Италији у округу Л'Аквила, региону Абруцо.
Према процени из 2011. у насељу је живело 9 становника. Насеље се налази на надморској висини од 1129 м.